# Brahmina excisiceps
Brahmina excisiceps är en skalbaggsart som beskrevs av Moser 1915. Brahmina excisiceps ingår i släktet Brahmina och familjen Melolonthidae. Inga underarter finns listade.